# 1858
- Wikisource

| Calendário gregoriano                                                        | 1858 MDCCCLVIII                      |
| Ab urbe condita                                                              | 2611                                 |
| Calendário arménio                                                           | 1307 – 1308                          |
| Calendário bahá'í                                                            | 14 – 15                              |
| Calendário budista                                                           | 2402                                 |
| Calendário chinês                                                            | 4554 – 4555 Início a 14 de fevereiro |
| Calendário copta                                                             | 1574 – 1575                          |
| Calendário etíope                                                            | 1850 – 1851                          |
| Calendários hindus - Vikram Samvat - Calendário nacional indiano - Cáli Iuga | 1913 – 1914 1779 – 1780 4958 – 4959  |
| Calendário Holoceno                                                          | 11858                                |
| Calendário islâmico                                                          | 1275 – 1276                          |
| Calendário judaico                                                           | 5618 – 5619                          |
| Calendário persa                                                             | 1236 – 1237 Início a 21 de março     |
| Calendário rúnico                                                            | 2108                                 |
| Calendário solar tailandês                                                   | 2401                                 |

1858 (MDCCCLVIII, na numeração romana) foi um ano comum do século XIX do actual Calendário Gregoriano, da Era de Cristo,  e a sua letra dominical foi C, totalizando 52 semanas, com início a uma sexta-feira e terminou também a uma sexta-feira.
| Ano completo                       |
| ---------------------------------- |
| Ano comum com início à sexta-feira |

## Eventos

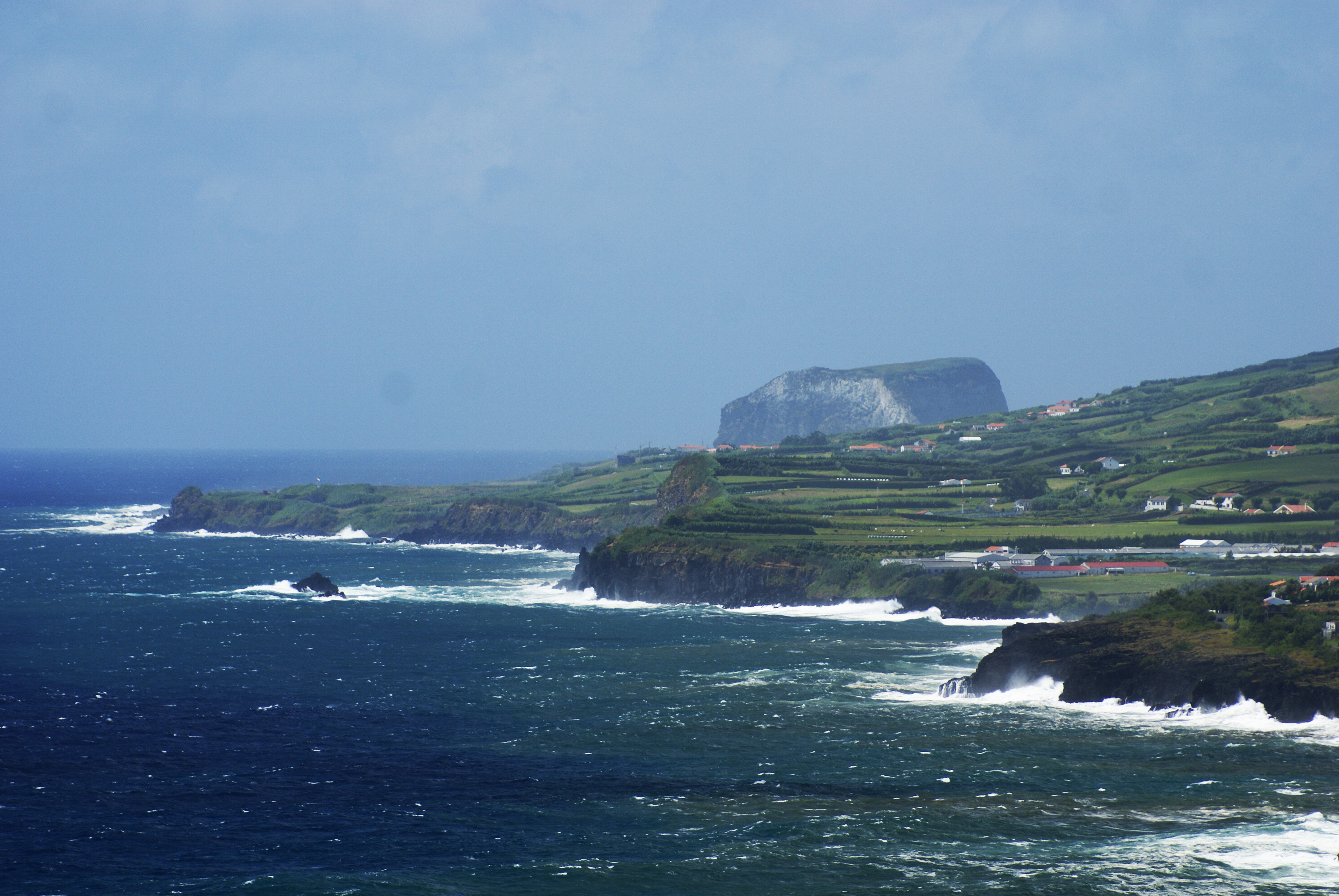
Costa da ilha do Faial com o Morro de Castelo Branco ao fundo, vista do Monte da Guia.

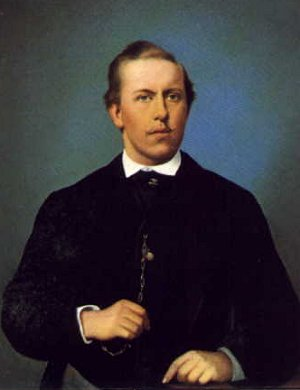
D. Luís I de Portugal, Pela Graça de Deus, Rei de Portugal e dos Algarves, d'Aquém e d'Além-Mar em África, Senhor da Guiné e da Conquista, Navegação e Comércio da Etiópia, Arábia, Pérsia e Índia, etc

- É inaugurada a segunda estrada de ferro do Brasil, o primeiro trecho (de 31,5 km) da Estrada de Ferro do Recife ao São Francisco, compreendido entre Recife e a Vila do Cabo (atual cidade do Cabo de Santo Agostinho), no estado de Pernambuco.
- É descoberta a fita de Möbius, por August Ferdinand Möbius.
- William Parker Foulke descobre o primeiro esqueleto de hadrossauro.
- Chegada dos Imigrantes alemães para a Colônia Dom Pedro II em Juiz de Fora.
- É inaugurado o trecho inicial da E.F. Dom Pedro II (futura Central do Brasil), entre o centro do Rio de Janeiro e Queimados.
- É fundada a colônia de Teutônia no RS, por imigrantes alemães.
- É elevado a categoria de Município a Vila Monte-Mor o Novo d'América que passa a se chamar Baturité no dia 9 de agosto.
- Nasce a Vila de Água da Rosa posteriormente chamada de Aparecida, ou distrito de Aparecida de São Manuel, na cidade de São Manuel (Não exisita na época).
- Entrava em serviço outra ferrovia brasileira, a Estrada de Ferro D. Pedro II, construída com o objetivo transportar café do Vale do Paraíba para o porto do Rio de Janeiro.
- É aberto ao público o  Conservatório de Música de Genebra que François Bartholoni havia mandado construir.
- É fundido o sino da Elizabeth Tower (Big Ben) por George Mears.
- Acontecem as aparições da Virgem Maria, na gruta de Massabielle, em Lourdes, França, a uma menina de 14 anos, chamada Bernadette Soubirous.

### Janeiro
- 19 de janeiro — Por acção de uma tempestade naufraga na Baía de Angra a escuna portuguesa denominada "Palmira" e o patacho "Desengano".
- 23 de janeiro — Por acção de uma tempestade naufraga na Baía de Angra a escuna inglesa "Daring".

### Abril
- 16 de abril — São Bento do Sapucaí é elevado a categoria de vila pela Lei Provincial n.º 23 e se emancipa de Pindamonhangaba.[1]

### Março
- 29 de Março — Inaugurada a Estrada de Ferro Central do Brasil, antes da Proclamação da República, em 1889, a ferrovia denominava-se Estrada de Ferro D. Pedro II.

### Maio
- 11 de maio — Minnesota torna-se o 32º estado norte-americano.
- 17 de maio — Fundada a cidade de Santa Maria, Rio Grande do Sul.

### Junho
- 6 de junho — Através da Lei provincial 880, Vila Nova de Formiga é elevada a município, com o nome de Formiga.

### Julho
- 1 de julho — Leitura conjunta dos documentos de Charles Darwin e Alfred Russel Wallace sobre evolução para a Sociedade Linneana de Londres.

### Novembro
- 2 de novembro — Visita do Infante D. Luís I de Portugal à ilha do Faial, Açores.

## Nascimentos
- 18 de Março - Rudolf Diesel, engenheiro alemão (m. 1913).
- 15 de Abril - Émile Durkheim - pensador francês, fundador do funcionalismo (m. 1917).
- 23 de Abril - Max Planck, físico alemão (m. 1947).
- 30 de Abril - José de Camargo Barros, bispo católico brasileiro (m. 1906).
- 9 de Julho - Franz Boas, antropólogo alemão (m. 1942).
- 15 de agosto - Michael Hainisch, foi um político austríaco e presidente da Áustria de 1920 a 1928 (m. 1940).[2]
- 27 de Agosto - Giuseppe Peano, matemático italiano (m. 1932).
- 18 de Setembro - Pedro Nel Ospina, Presidente da República da Colômbia de 1922 a 1926 (m. 1927)
- 27 de outubro - Theodore Roosevelt, presidente dos Estados Unidos de 1901 a 1909, Nobel da Paz 1906 (m. 1919).[3]
- 9 de maio - Ricardo Jorge, médico e investigador português, (m. 1939).

## Mortes
- 30 de Janeiro - Coenraad Jacob Temminck, naturalista neerlandês (n. 1778).
- 4 de maio - Aimé Bonpland, médico, explorador e botânico francês (n. 1773).
- 18 de maio - Helena de Mecklemburgo-Schwerin, Duquesa de Orleães e Princesa Real de França (n. 1814).
- 2 de Dezembro - Francisco do Monte Alverne, pregador oficial do Império do Brasil.

## Por tema
- 1858 na arte
- 1858 no Brasil
- 1858 na ciência
- 1858 no desporto
- 1858 na literatura
- 1858 na música